# 萨尔斯堡附近贝恩多夫
萨尔斯堡附近贝恩多夫是奥地利萨尔茨堡州萨尔茨堡城郊县的一个市镇。总面积14.5平方公里，总人口1627人，人口密度112.2人/平方公里（2005年）。